# کلمر (تالش)
کلمر روستایی در ایران است که در دهستان خطبه‌سرا واقع شده‌است. کلمر ۴۴ نفر جمعیت دارد.